# Övertorneå, Sverige
Övertorneå (finska: Matarenki, meänkieli och äldre svensk benämning: Matarengi) är en tätort i Övertorneå kommun i Sverige vid Torne älv och riksgränsen mot Finland. Tätorten Övertorneå består numera inte bara av gamla Övertorneå (Matarengi), utan också av Turovaara och delar av byarna Ruskola och Haapakylä.

## Geografi
Landskapet kring Övertorneå är kuperat. Orten är byggd runt berget Särkivaara. Söder om Övertorneå finns berget och naturreservatet Isovaara. På Isovaara finns en gammal försvarsanläggning från beredskapstiden. Högsta berget i omgivningen är Aavasaksa i Finland.
Vid Övertorneå finns holmarna Haapakylänsaari, Littiäinen, Mikkolansaari, Vasikkasaari och Vähäsaari. Älvfåran mellan Haapakylänsaari och Littiäinen brukar benämnas Smugglarkanalen. Från Vähäsaari leder en bro över Torne älv till Finland. Bron invigdes 1965. Tengeli älv mynnar ut i Torne älv i höjd med Övertorneå.

## Namnen
Före 1914[källa behövs] hette orten Matarenki, med svensk stavning Matarengi.
Ursprunget till namnet Matarenki, eller med försvenskad stavning Matarengi, är omdiskuterat. Professor Jalmari Jaakkolas teori är att namnet kommer från matara, finskans ord för ’måra’. Samma ord som madra i till exempel blåmadra och myskmadra.
En uppdelning av Torneå socken i benämningarna Över- och Nedertorneå förekom i handlingar från 1500-talets förra hälft.

## Historia
Efter att 1400-talskyrkan i Särkilax, inom Kuivakangas by, förstördes i vårfloden 1617 byggdes den nya kyrkan på en säkrare plats, på foten av berget Särkivaara i byn Matarengi ett par kilometer söderut. Matarengi blev därmed kyrkby i Övertorneå socken. Kyrkan byggdes på bergets östra sida, älvsidan. I Övertorneå, liksom i stora delar av Tornedalen generellt, talas förutom svenska och finska även tornedalsfinska (meänkieli).

### Järnvägen
När järnvägen byggdes till Matarengi 1914 fick stationen namnet "Övertorneå", som alltså sedan tidigare var namnet på församlingen och kommunen. Persontrafiken på banan mellan Karungi och Övertorneå lades ner år 1984, och godstrafiken likaså 1986. Som mest hade SJ cirka 90 anställda kring krigsåren 1939-1945 i Övertorneå och stationerna i närheten.
Vid freden i Fredrikshamn 1809 var Övertorneå endast en by med 96 invånare. Det skulle dröja till 1915, då järnvägen till Övertorneå färdigställdes, innan befolkningen fick ett uppsving. I samband med detta återfick byn en stor del av sin tidigare ställning som handelscentrum för övre Tornedalen.

### Befolkningsutveckling
| Befolkningsutvecklingen i Övertorneå 1920–2020                                                                 | Befolkningsutvecklingen i Övertorneå 1920–2020 | Befolkningsutvecklingen i Övertorneå 1920–2020 | Befolkningsutvecklingen i Övertorneå 1920–2020 | Befolkningsutvecklingen i Övertorneå 1920–2020 |
| --- | ---------------------------------------------- | ---------------------------------------------- | ---------------------------------------------- | ---------------------------------------------- |
| |                                                |                                                |                                                |                                                |
| År |                                                |                                                | Folkmängd                                      | Areal (ha)                                     |
| 1920 | 1920                                           |                                                | 350                                            | ##                                             |
| 1930 | 1930                                           |                                                | 662                                            | ##                                             |
| 1935 | 1935                                           |                                                | 861                                            | ##                                             |
| 1940 | 1940                                           |                                                | 808                                            | ##                                             |
| 1945 | 1945                                           |                                                | 929                                            | ##                                             |
| 1950 | 1950                                           |                                                | 1 511                                          | ##                                             |
| 1960 | 1960                                           |                                                | 1 538                                          | 180                                            |
| 1965 | 1965                                           |                                                | 1 602                                          | 163                                            |
| 1970 | 1970                                           |                                                | 1 674                                          | 165                                            |
| 1975 | 1975                                           |                                                | 1 700                                          | 220                                            |
| 1980 | 1980                                           |                                                | 2 039                                          | 260                                            |
| 1990 | 1990                                           |                                                | 2 132                                          | 267                                            |
| 1995 | 1995                                           |                                                | 2 179                                          | 268                                            |
| 2000 | 2000                                           |                                                | 2 006                                          | 268                                            |
| 2005 | 2005                                           |                                                | 1 965                                          | 266                                            |
| 2010 | 2010                                           |                                                | 1 917                                          | 269                                            |
| 2015 | 2015                                           |                                                | 1 906                                          | 247                                            |
| 2020 | 2020                                           |                                                | 1 737                                          | 257                                            |
| Anm.: Fram till och med 1945 var tätorten benämnd Matarengi. ## Som tätort/befolkningsagglomeration 1920–1950. |                                                |                                                |                                                |                                                |

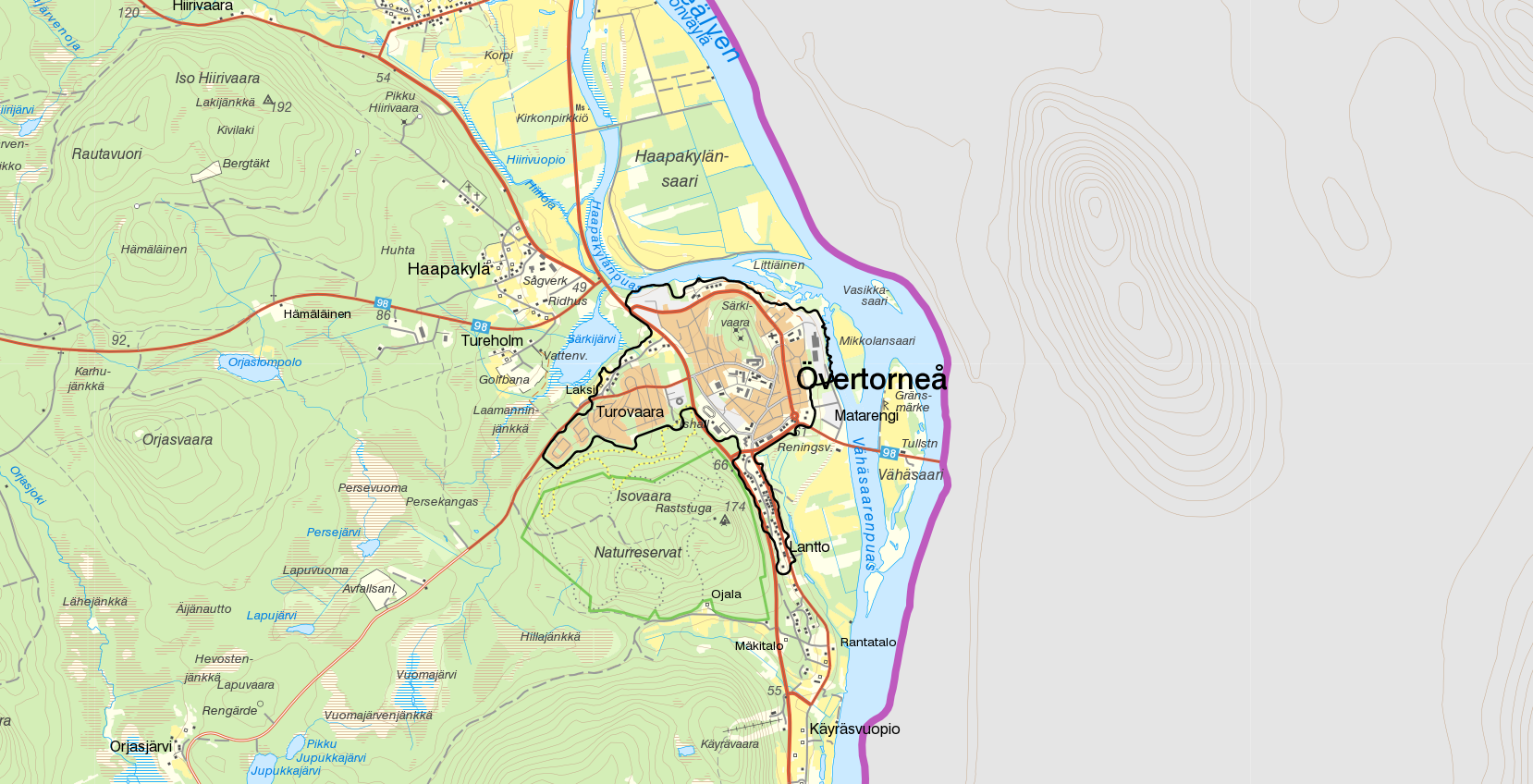
Den av Statistiska centralbyrån avgränsade tätorten Övertorneå, med gränserna från tätortsavgränsningen 2015.

I samband med tätortsavgränsningen 1975 avgränsades tätorten på den nya ekonomiska kartan.

## Samhället

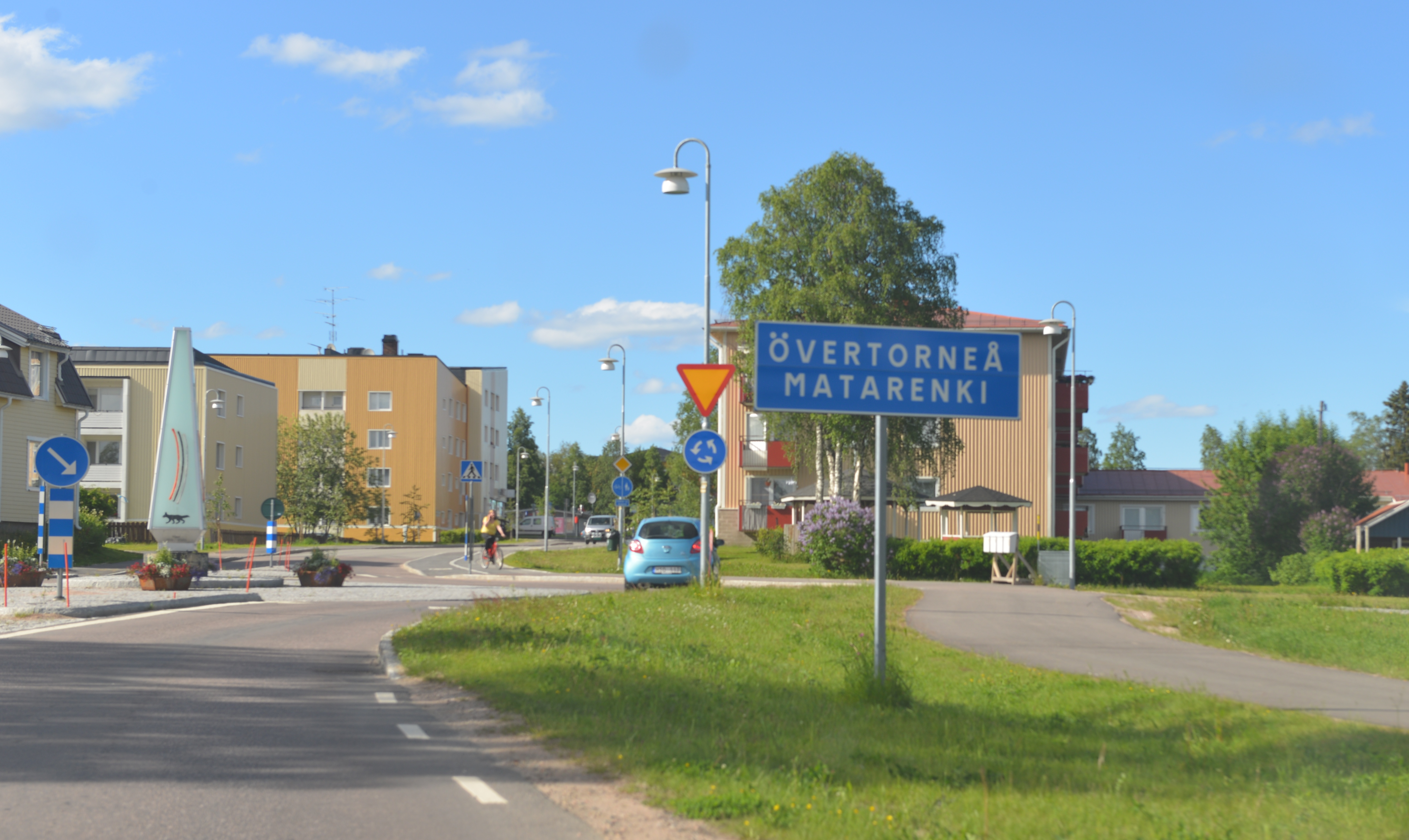
Tvåspråkig ortnamnsskylt i Övertorneå.

Övertorneå har hälsocentral, tandläkare, apotek, äldreboende, arbetsförmedlingen, busstation samt kommunalförvaltning, då Övertorneå är centralort i Övertorneå kommun. Orten har också en polisstation, som dock bara är bemannad en dag i veckan. I Övertorneå finns också Systembolaget, ICA, Coop, Sibylla, OKQ8, camping samt flera restauranger och caféer.
Bland industriella företag finns Släp och Lastbilspåbyggnader i Övertorneå, Jaxal AB, Kablia och R Automatic.
Övertorneå kyrka ligger här och även Övertorneå Folkets Hus. Folkets husföreningen bildades i december år 1951.
Övertorneå är en utbildningstät ort med Gränsälvsgymnasiet, Utbildning Nord och Tornedalens folkhögskola. Nordkalottens kultur- och forskningscentrum ligger i Övertorneå

## Idrott
Basketboll, ishockey, fotboll och sportskytte är exempel på stora sporter i Övertorneå. Bland idrottsföreningarna i Övertorneå tätort finns Övertorneå SK, Övertorneå IF, Övertorneå HF, Övertorneå SKF, Kuiva gränspaddlare och Övertorneå RF. Till de största årliga arrangemangen i Övertorneå hör Påskrallyt, en av Sveriges största fältskyttetävlingar, och Tornedalsloppet, ett 45 kilometer långt skidlopp som anordnats sedan 1968 med start i Svanstein och målgång i Övertorneå. I Tureholm vid sjön Särkijärvi finns Tureholms golfklubb. På påskaftonen 2011 avgjordes svenska mästerskapet i fältskytte i Övertorneå.

## Kända personer från Övertorneå
- Gerda Antti, författare
- Malin Buska, skådespelerska
- Joakim Fagervall, ishockeytränare
- Markus Fagervall, artist
- Lars Gulliksson, musiker, saxofonist
- Johan Harju, ishockeyspelare
- Daniel Henriksson, fd ishockeyspelare och målvaktstränare
- Östen Mäkitalo, civilingenjör, forskare - "Mobiltelefonins fader"
- Linus Omark, ishockeyspelare
- Urban Omark, ishockeytränare, fd ishockeyspelare
- Hjördis Piuva Andersson, konstnär
- Anton Raukola, skådespelare
- Ingemar Raukola, skådespelare
- Wilhelm Tawe, kyrkoherde och författare
- Anton Toolanen, ishockeyspelare
- David Vikgren, poet
- Birgitta de Vylder-Bellander, författare
- Lisa Wede, journalist
- Jesper Ylivainio, ishockeyspelare
- Jonatan Lahti, musiker

## Bilder

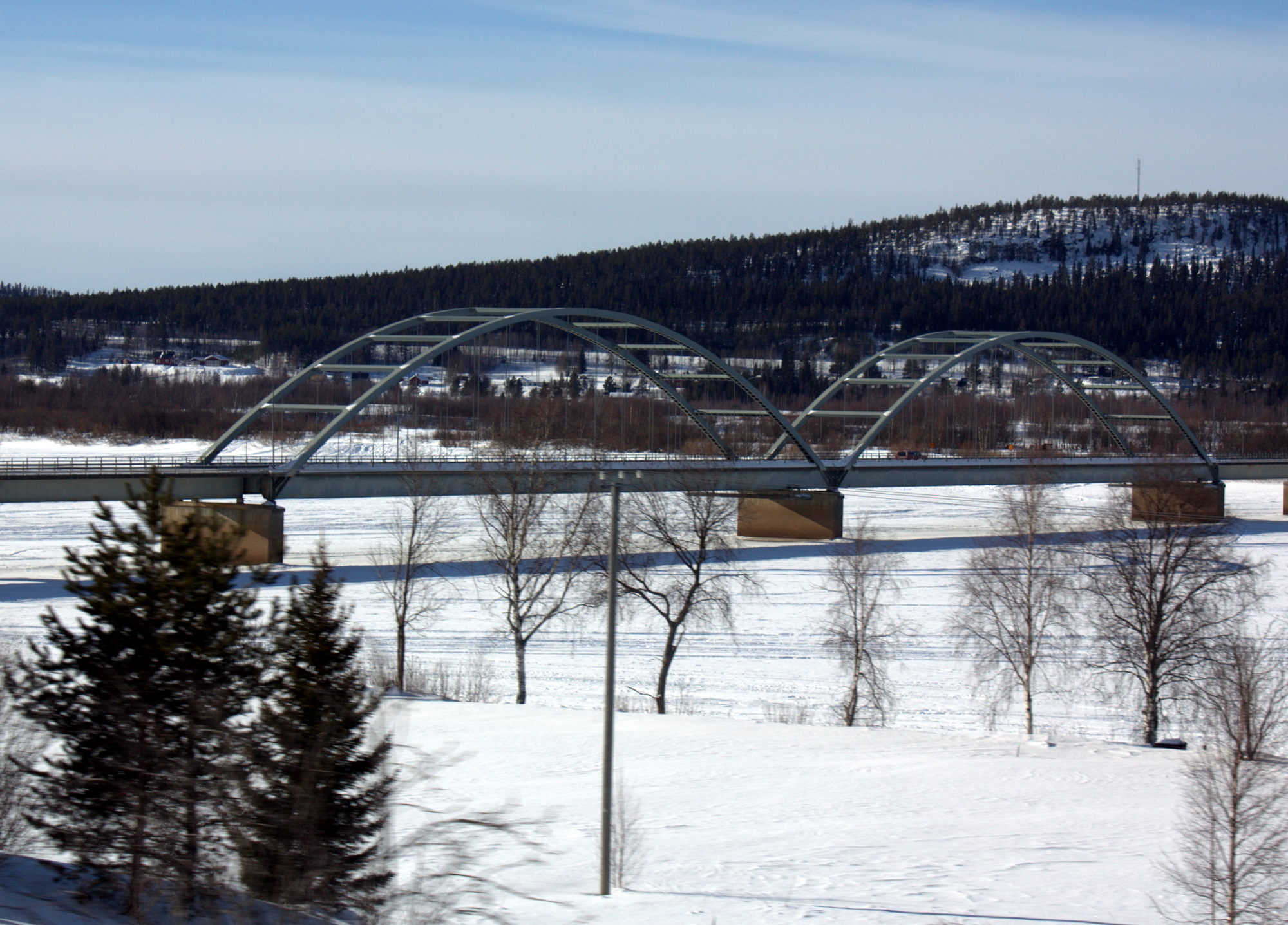
Bron över Torne älv.
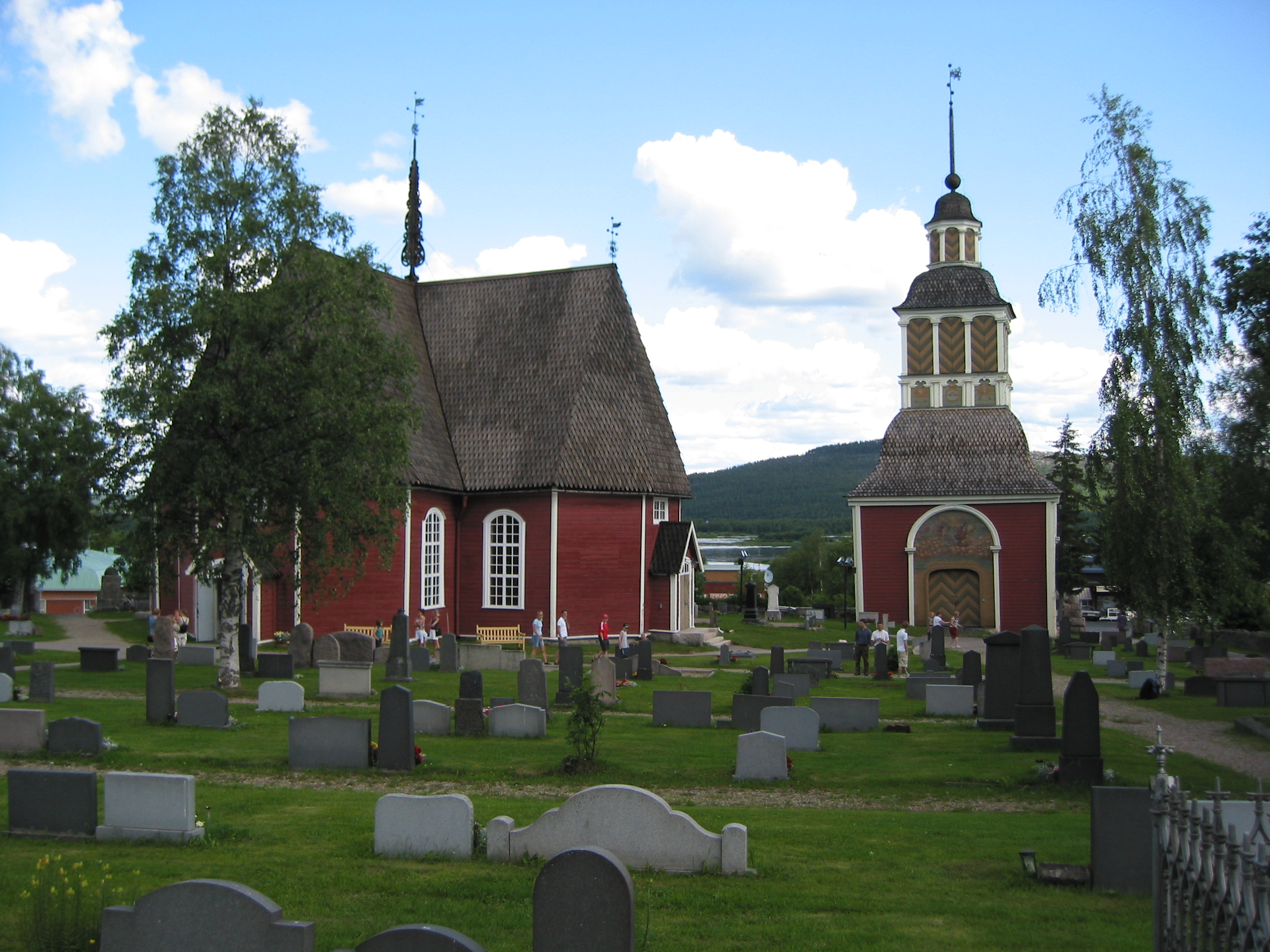
Övertorneå kyrka, med kalottberget Aavasaksa bakom klocktornet.
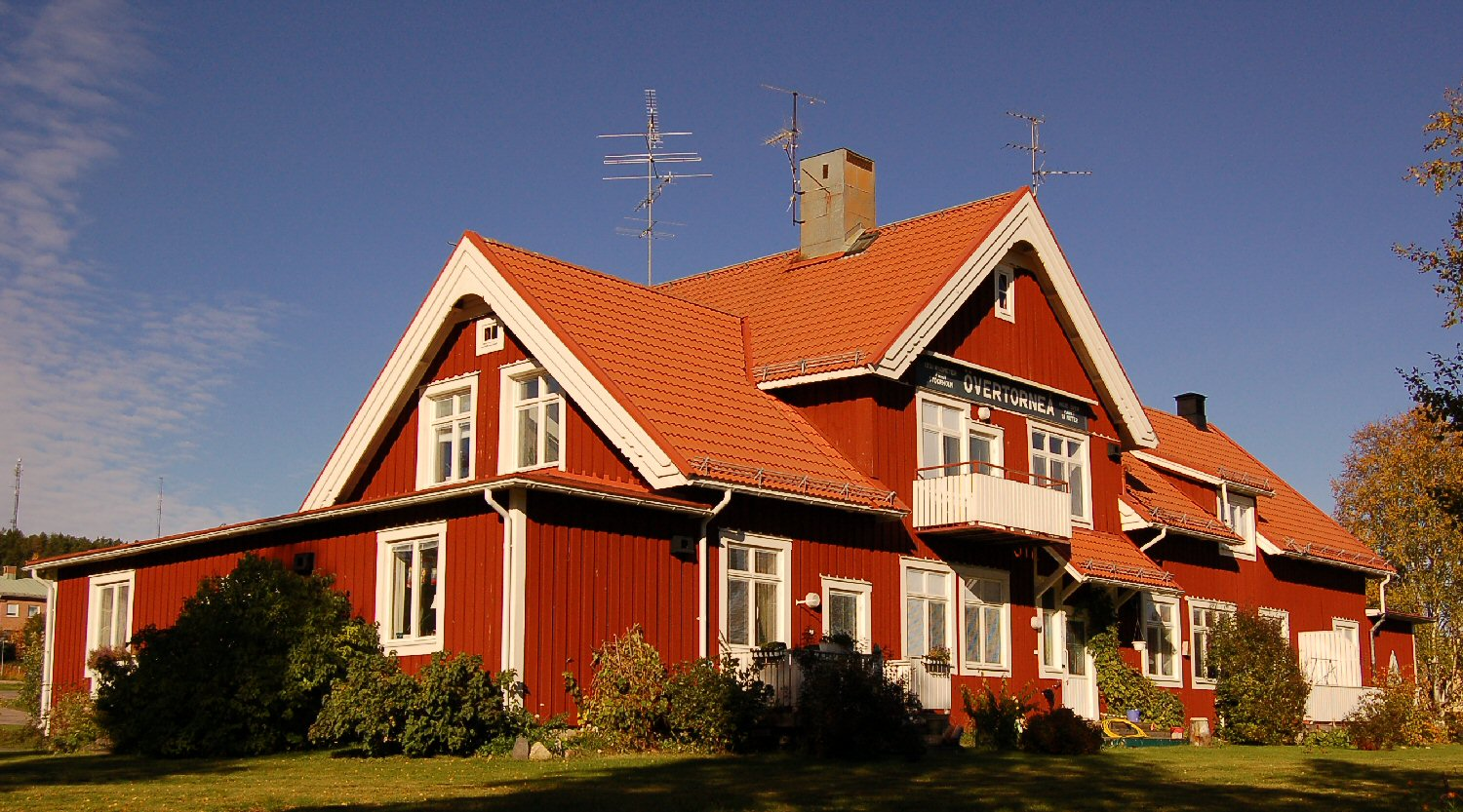
Gamla järnvägsstationen i Övertorneå, numera bostäder.
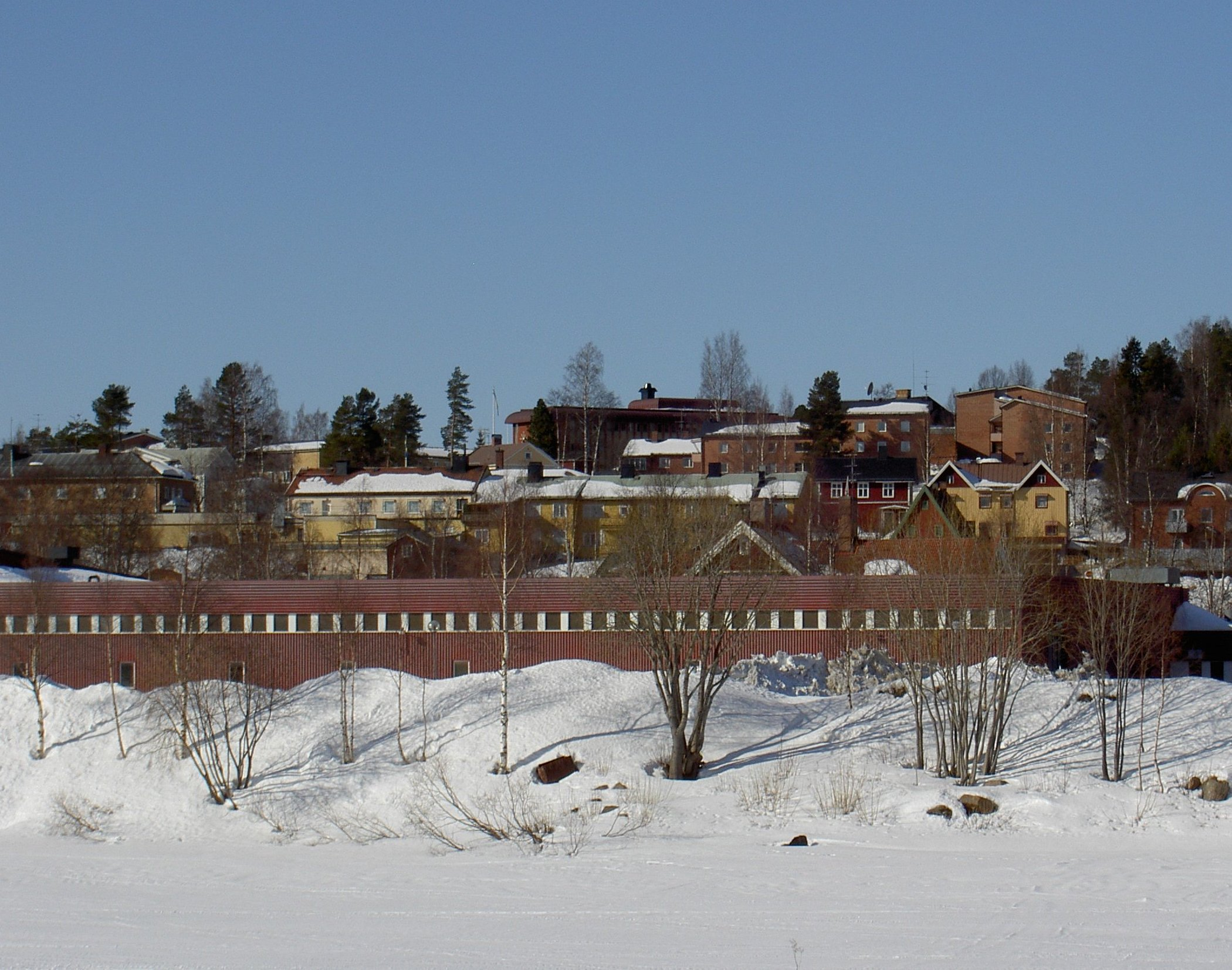
Övertorneå sett från holmen Mikkolansaari.
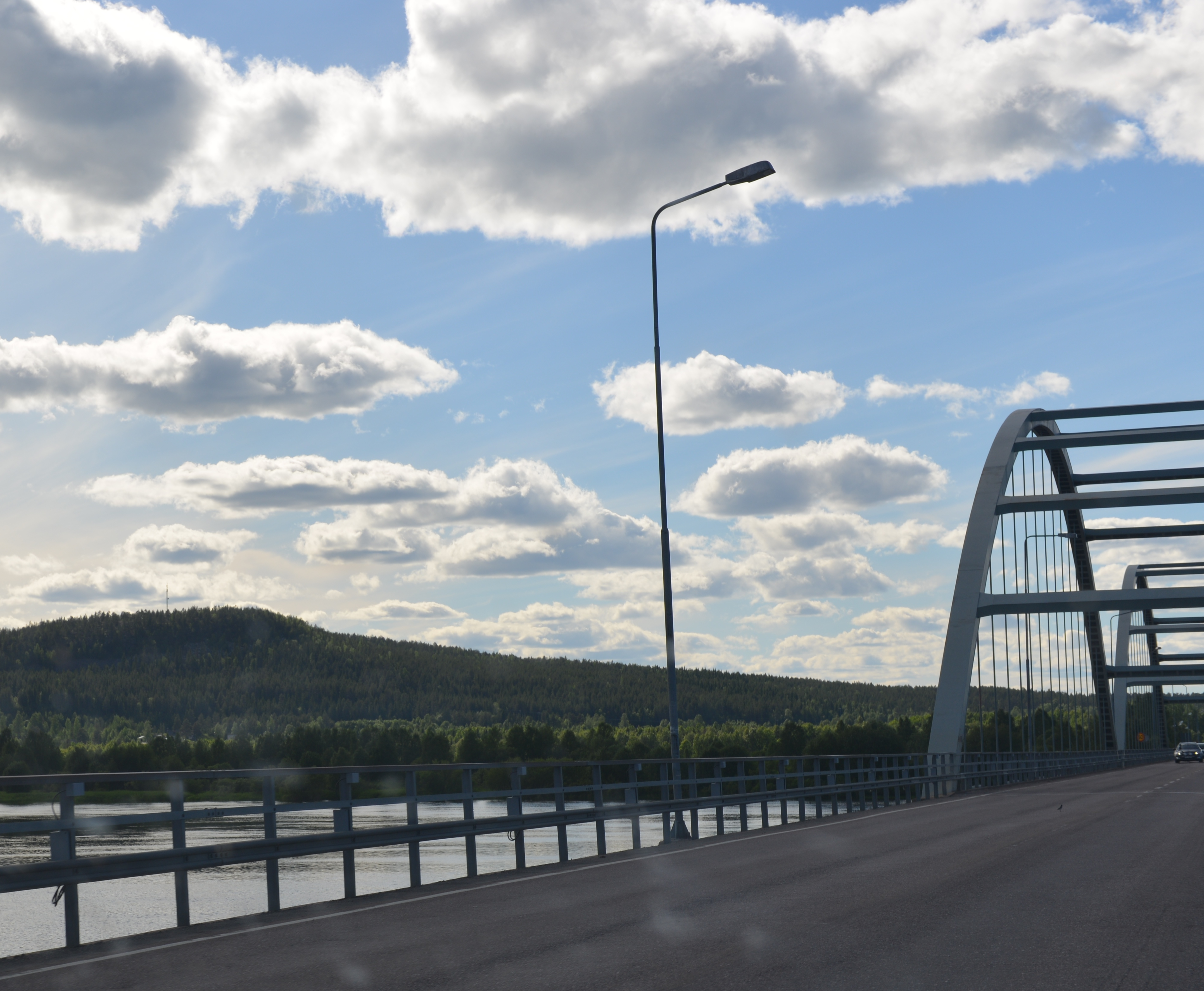
Gränsbron till Finland Övertorneå
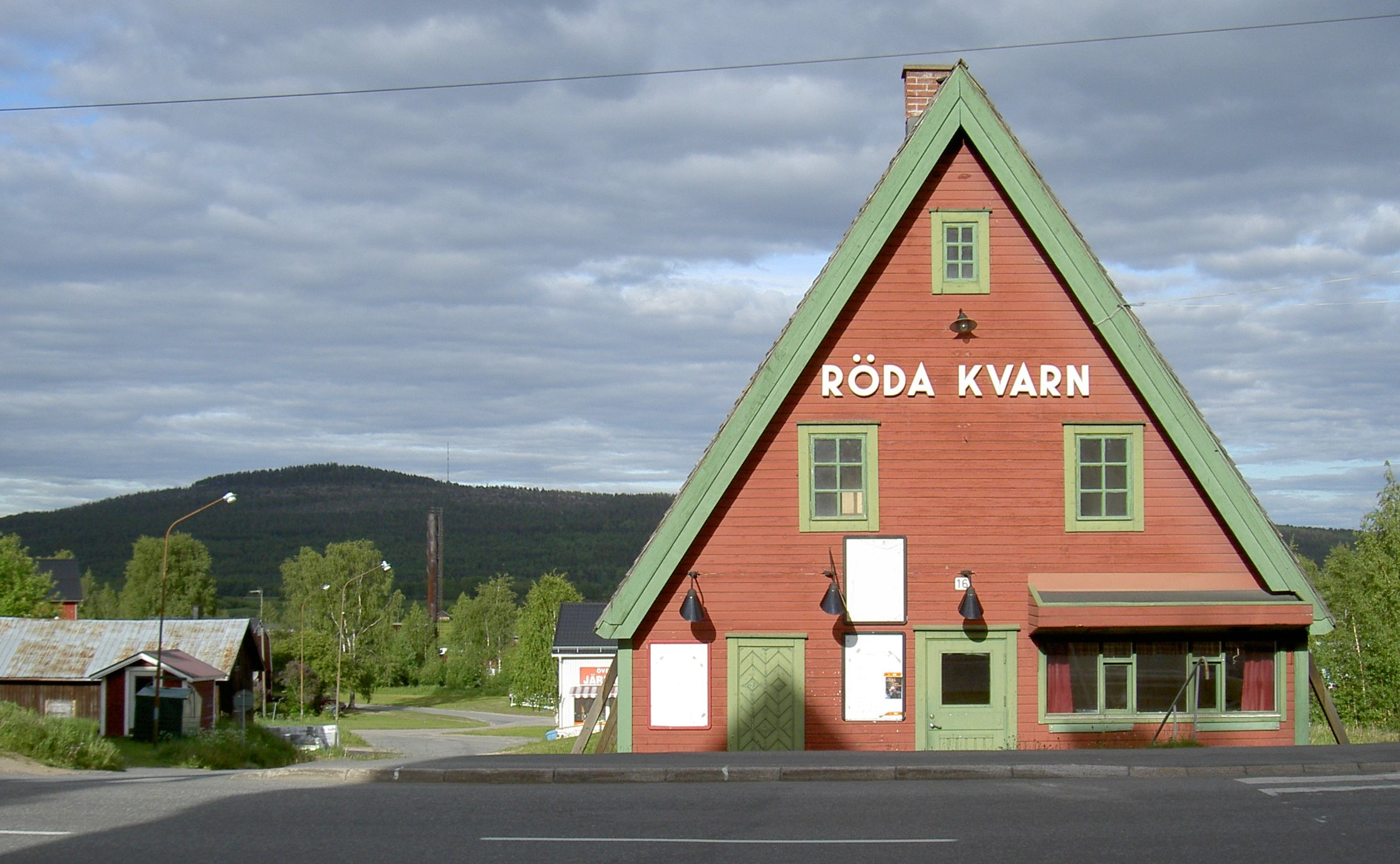
Byggnadsminnet Röda Kvarn